# Hololepta guyanensis
Hololepta guyanensis är en skalbaggsart som beskrevs av Desbordes 1928. Hololepta guyanensis ingår i släktet Hololepta och familjen stumpbaggar. Inga underarter finns listade i Catalogue of Life.